# Lespéron
Lespéron ist eine französische Gemeinde mit 321 Einwohnern (Stand 1. Januar 2022), die im Département Ardèche und in der Region Auvergne-Rhône-Alpes liegt. Sie gehört zum Arrondissement Largentière und zum Kanton Haute-Ardèche.

## Geographie
Lespéron ist die westlichste Gemeinde des Départements Ardèche. Sie liegt nahe dem Oberlauf des Allier.

## Bevölkerungsentwicklung
| Jahr                       | 1962 | 1968 | 1975 | 1982 | 1990 | 1999 | 2007 | 2018 |
| Einwohner                  | 366  | 302  | 234  | 251  | 239  | 273  | 315  | 321  |
| Quellen: Cassini und INSEE |      |      |      |      |      |      |      |      |

## Sehenswürdigkeiten
- Kirche Saint-Hilaire mit ihrem Glockenturm, seit 1941 unter Denkmalschutz.[1]
- Donjon Tour de Concoules, seit 1982 unter Denkmalschutz.[2]